# 신조 유메
신조 유메(일본어: 新條 由芽 しんじょう ゆめ[*], 1998년 4월 27일 ~ )는 일본의 전 모델 겸 배우이다.

## 출연작

### TV 드라마
- 2020년 ~ 2021년 마진전대 키라메이저 - 하야미 세나 / 키라메이그린 역

## 영화
- 마진전대 키라메이저 에피소드 ZERO - 하야미 세나 / 키라메이그린 역
- 마진전대 키라메이저 THE MOVIE 비밥 드림 - 하야미 세나 / 키라메이그린 역
- 마진전대 키라메이저 VS 류소저 - 하야미 세나 / 키라메이그린 역